# Евгени Ерменков
Евгени Петков Ерменков е български шахматист, гросмайстор и треньор по шахмат. Става международен майстор през 1974 г. и гросмайстор през 1977 г. През юли 1985 г. ЕЛО рейтингът му е 2520, с което достига 63-то място в света.
Петкратен шампион на България по шахмат (1973, 1975, 1976, 1979 и 1986 г.).
Играе на десет Балканиади по шахмат (1976, 1977, 1978, 1979, 1980, 1986, 1988, 1990, 1993 и 1994 г.).
Паралелно с изявите си като шахматист Ерменков е треньор по шахмат. През 1994 г. е начело на националния отбор за жени на олимпиадата в Москва. Впоследствие работи като треньор в редица арабски страни. От октомври 2003 до декември 2010 г. се състезава за Палестина.
Участва на седем шахматни олимпиади, където изиграва 79 партии (33 победи, 34 равенства и 12 загуби). На шахматни олимпиади има три индивидуални медала. През 1990 г. печели бронзов медал на 4 дъска (състезава се за България), през 2004 г. златен медал на 1 дъска (състезава се за Палестина) и през 2006 г. сребърен медал на 1 дъска (състезава се за Палестина).
Ерменков е официален коментатор на турнира М-Тел Мастърс.

## Турнирни резултати
- Нови Сад 1976 – 2 място
- Перник 1976 – 3 м.
- Врнячка баня 1977 – 2 м.
- Пампорово 1977 – 2 м.
- Албена 1977 – 1 м. 1979 – 1 м.
- Аликанте 1978 – 2 м.
- Пловдив 1978 – 1 м.
- Стара Загора 1979 – 2 м.
- Смедеревска паланка 1981 – 2 м.
- Пампорово 1982 – 2 м.
- Варна 1986 – 1 м.
- Дирен 1990 – 1 м.
- Суботица 2002 – 3 м.
- Истанбул 2002 – 2 м.
- Бейрут 2004 – 1 м.

## Участия на шахматни олимпиади
| Година | Организатор  | Отбор     | Класиране (отборно) | Дъска    |
| 1978   | Буенос Айрес | България  | 13                  | Втора    |
| 1980   | Ла Валета    | България  | 19                  | Първа    |
| 1984   | Солун        | България  | 9                   | Втора    |
| 1990   | Нови Сад     | България  | 14                  | Четвърта |
| 1992   | Манила       | България  | 19                  | Трета    |
| 2004   | Калвия       | Палестина | 101                 | Първа    |
| 2006   | Торино       | Палестина | 124                 | Първа    |

## Участия на европейски първенства
| Година | Организатор | Отбор    | Класиране (отборно) | Дъска    |
| 1977   | Москва      | България | 5                   | Четвърта |
| 1980   | Скара       | България | 5                   | Първа    |
| 1983   | Пловдив     | България | 6                   | Седма    |
| 1989   | Хайфа       | България | 5                   | Четвърта |

## Участия на световни студентски първенства
| Година | Организатор | Отбор    | Класиране (отборно) | Дъска |
| 1972   | Грац        | България | 5                   | Втора |